# Église Saint-Rémi de Devise
```

```

L'église Saint-Rémi est une église paroissiale catholique située sur le territoire de la commune de Devise, dans l'extrême Est du département de la Somme.

## Historique
La présence d'une église à Devise est attesté en 1225. Cet édifice vétuste fut reconstruit en 1783. Le village et son église ont été totalement détruits par l'armée allemande le 19 mars 1917, au cours de la Grande Guerre.
L'église actuelle, fut construite pendant l'entre-deux-guerres. Les architectes A. Rischmann et L. Houblain reprirent un projet de 1923 en s'inspirant de l'église conçue par Jacques Droz pour le village français de l'exposition internationale des Arts décoratifs et industriels modernes de Paris, en 1925.

## Architecture et ornementations
L'église fut reconstruite sur le même emplacement que l'édifice détruit. Elle présente un plan allongé, un unique vaisseau et une ossature en béton. Les murs sont en briques de deux tons. Le plafond est en fibrociment. Le toit est recouvert d'ardoise. Le clocher est renforcé par des contreforts doubles. 
Une grande croix de béton parcourt toute la hauteur du clocher. Un bandeau en façade porte l'inscription latine O crux ave spes unica.
Le décor intérieur est sobre : La charpente apparente repose sur des corbeaux. Le chemin de croix et le décor de mosaïque ont été réalisés par l'atelier Jean Gaudin. Les vitraux de motifs géométriques sont du peintre-verrier amiénois Daniel Darquet. Le maître-autel en bois est de style néo-gothique.